# Университет Конкордия
Университет Конкордия (англ. Concordia University) — один из двух англоязычных университетов Монреаля (Канада). Основан в 1974 году как результат слияния иезуитского Колледжа Лойола (англ. Loyola College) и Университета сэра Джорджа Вильямса (англ. Sir George Williams University). Состоит из двух кампусов, образованных на базе соответственно колледжа и университета.
Рядом с университетом находится и связана с ним подземными переходами станция Ги-Конкордия Зеленой линии Метрополитена Монреаля.

## Университет сэра Джорджа Вильямса
В 1851 году на бульваре Де Мезоннёв в центре Монреаля была организована первая Ассоциация молодых христиан в Северной Америке. В первые годы Ассоциация проводила вечерние курсы которые позволяли работающим людям из англофонов получать образование, не бросая при этом работу. Конкордия продолжила эту традицию проводя многочисленные вечерние курсы. В 1926 году учебная программ была реорганизована и переименована в колледж сэра Джорджа Уильяма, в честь основателя Ассоциации Молодых Христиан. Колледж получил звание университета от провинциального правительства в 1948 году. Но продолжал оставаться частью образовательной программы Ассоциации Молодых Христиан. Университет продолжал проводить занятия в здании Ассоциации Молодых Христиан до постройки Холл Билдинг в 1966 году. Университет привлек всеобщее внимание в 1969 году, когда группа студентов заняла компьютерную лабораторию на 9 этаже Холл Билдинг.

## Колледж Лойола
Колледж Лойолы был основан в 1896 году как англоговорящая программа Иезуитского Колледжа Святой Марии (потом ставшим Университетом Монреаля). Колледж переехал в нынешний кампус на западе Монреаля в 1916 году. Хотя колледж был основан как классический колледж, Лойола начал выдавать университетские степени через Университет Лаваль с 1906 года. В 1940 году колледж Лойола стал полноценным университетом с четырёхлетней программой, но колледж никогда не получал собственного университетского звания, выдавая степени через Университет Лаваль или Университет Монреаля.
Слияние колледжа Лойолы и колледжа сэра Джорджа Уильямса было рекомендовано правительством провинции как часть секуляризации образования в Квебеке. В августе 1974 года произошло слияние колледжей и в результате появился Университет Конкордия. Имя университета было взято из девиза города Монреаль «Concordia salus» (Гармония через согласие)
Сегодня Университет Конкордия один из трех англоязычных университетов в провинции Квебек. Другие два университета это Университет Макгилла и Университет Бишопс.

## Академические программы
В Конкордии есть 180 образовательных программ, распределённых между четырьмя факультетами:
- Факультет Искусств и науки
- Факультет Инженерии и компьютерных наук, где студенты могут выбрать специализацию в следующих дисциплинах: Инженерия зданий, Гражданская инженерия, Компьютерная инженерия, Индустриальная инженерия, Механическая инженерия, Инженерия качества, Инженерия программного обеспечения.
- Факультет искусств, включая Школу кино Меля Хоппенхайма.
- Школа бизнеса Джона Молсона (бывший факультет Коммерции и Администрации)

Студенты обычно учатся на одном из этих факультетов, но ни также могут брать курсы с других факультетов. Много программ также предлагают «ко-оператив», то есть студенты могут получить опыт работы во время учёбы.
Также предлагается около 70 программ ведущих к получению диплома Магистра или Доктора Наук, для профессионалов желающих повысить свою квалификацию и приобрести новые навыки.
Студенты поступают в университет в сентябре, или в некоторых случаях в январе или мае. Степень бакалавра обычно требует трёх или четырёх лет при обучении на дневном отделении, степень Магистра от года с половиной до трёх лет, и степень Доктора Наук минимум четыре года. Некоторые сертификаты и дипломы можно получить за полтора года.
В дополнение к постоянным академическим программам, Университет Конкордия имеет пять отдельных подразделений (три колледжа, одна школа и один институт), которые нацелены на обучение студентов специальным программам: Колледж свободных искусств, Международный колледж Лойолы, Школу общественных наук, Научный Колледж, Институт Симоны де Бовуар.

## Стрельба в университете
24 августа 1992 года один из преподавателей университета, выходец из СССР Валерий Фабрикант расстрелял четырёх своих сослуживцев и ещё одного человека ранил. Это убийство стало одним из самых массовых в истории Канады. Убийца был осуждён на пожизненное заключение без права на помилование в течение первых 25 лет. На месте убийства установлены памятные доски.